# 施雷肯湖

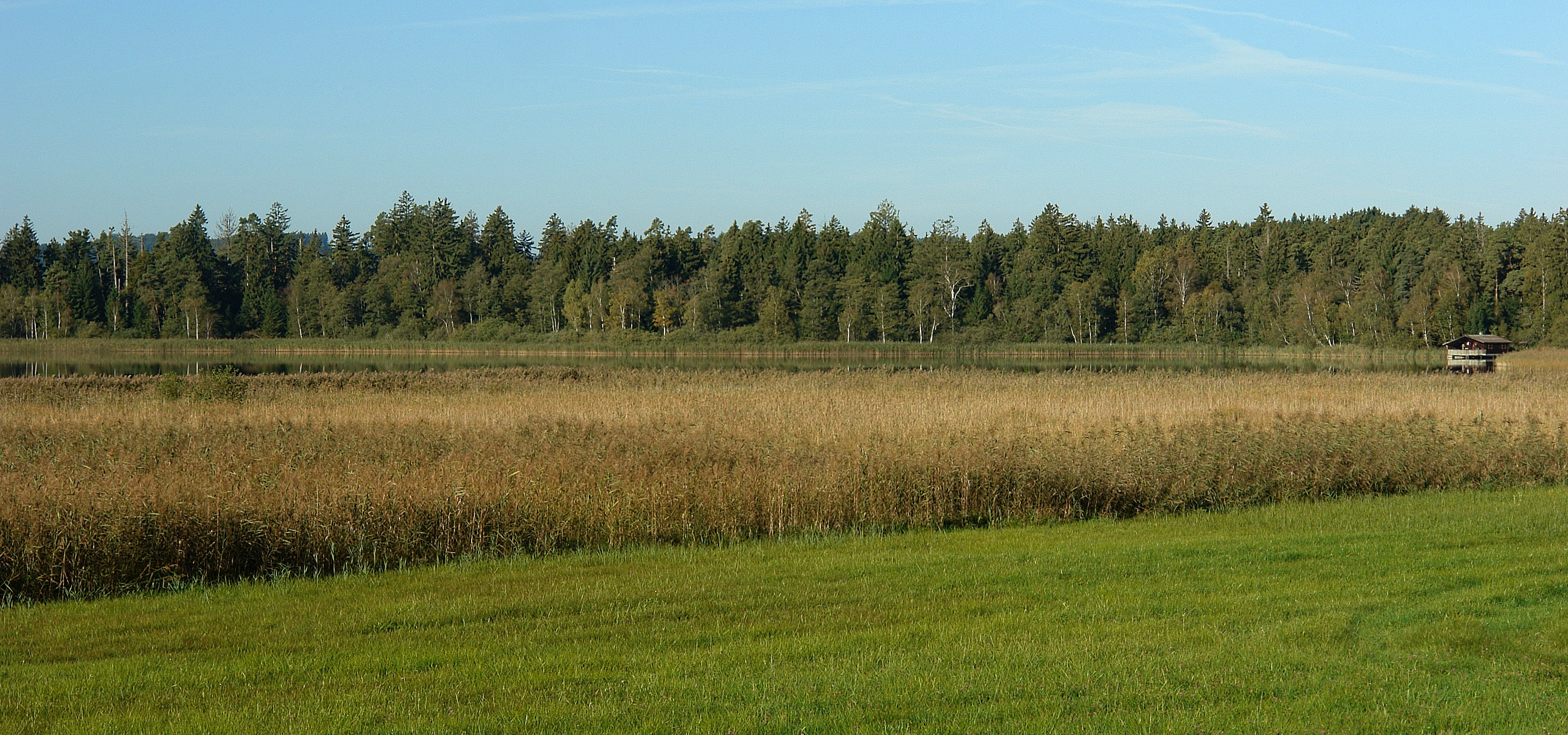

47°53′21″N 9°33′52″E / 47.88917°N 9.56444°E
施雷肯湖（德語：Schreckensee），是德國的湖泊，位於該國西南部，由巴登-符騰堡州負責管轄，處於拉芬斯堡縣，面積0.3平方公里，海拔高度568米，平均水深7.1米，最大水深12.2米，水體容量214萬立方米。